# Diócesis de Caicó
La diócesis de Caicó (en latín: Dioecesis Caicoënsis y en portugués: Diocese de Caicó) es una circunscripción eclesiástica de la Iglesia católica en Brasil. Se trata de una diócesis latina, sufragánea de la arquidiócesis de Natal. Desde el 12 de febrero de 2014 su obispo es Antônio Carlos Cruz Santos, de los Misioneros del Sagrado Corazón.

## Territorio y organización
La diócesis tiene 9221 km² y extiende su jurisdicción sobre los fieles católicos de rito latino residentes en 23 municipios del estado de Río Grande del Norte: Acari, Caicó, Carnaúba dos Dantas, Cerro Corá, Cruzeta, Currais Novos, Equador, Florânia, Ipueira, Jardim de Piranhas, Jardim do Seridó, Jucurutu, Lagoa Nova, Ouro Branco, Parelhas, Santana do Seridó, São Fernando, São João do Sabugi, São José do Seridó, São Vicente, Serra Negra do Norte, Tenente Laurentino Cruz y Timbaúba dos Batistas.
La sede de la diócesis se encuentra en la ciudad de Caicó, en donde se halla la Catedral de Santa Ana.
En 2021 en la diócesis existían 29 parroquias agrupadas en 3 foranías: Caicó, Currais Novos y Jardim do Seridó.

## Historia
La diócesis fue erigida el 25 de noviembre de 1939 con la bula E dioecesibus del papa Pío XII, obteniendo el territorio de la diócesis de Natal (hoy arquidiócesis).
Originalmente sufragánea de la arquidiócesis de Paraíba, pasó a formar parte de la provincia eclesiástica de la arquidiócesis de Natal el 16 de febrero de 1952.

## Estadísticas
Según el Anuario Pontificio 2022 la diócesis tenía a fines de 2021 un total de 267 300 fieles bautizados.
| Año                                                                             | Población            | Población | Población      | Sacerdotes | Sacerdotes    | Sacerdotes    | Bautizados por sacerdote | Diáconos permanentes | Religiosos | Religiosos | Parroquias |
| Año                                                                             | Bautizados católicos | Total     | % de católicos | Total      | Clero secular | Clero regular | Bautizados por sacerdote | Diáconos permanentes | Varones    | Mujeres    | Parroquias |
| ------------------------------------------------------------------------------- | -------------------- | --------- | -------------- | ---------- | ------------- | ------------- | ------------------------ | -------------------- | ---------- | ---------- | ---------- |
| 1949                                                                            | 130 000              | 130 500   | 99.6           | 14         | 9             | 5             | 9285                     |                      | 5          | 27         | 9          |
| 1959                                                                            | 170 700              | 171 720   | 99.4           | 17         | 12            | 5             | 10 041                   |                      | 5          | 40         | 10         |
| 1965                                                                            | 139 461              | 146 342   | 95.3           | 32         | 16            | 16            | 4358                     |                      |            | 40         | 10         |
| 1970                                                                            | ?                    | 165 000   | ?              | 12         | 12            |               | ?                        |                      |            | 52         | 12         |
| 1976                                                                            | 195 500              | 217 000   | 90.1           | 11         | 11            |               | 17 772                   |                      |            | 73         | 12         |
| 1980                                                                            | 208 000              | 235 000   | 88.5           | 12         | 12            |               | 17 333                   |                      |            | 74         | 12         |
| 1990                                                                            | 237 099              | 244 432   | 97.0           | 16         | 16            |               | 14 818                   | 3                    |            | 70         | 12         |
| 1999                                                                            | 254 000              | 262 000   | 96.9           | 30         | 30            |               | 8466                     | 9                    |            | 90         | 18         |
| 2000                                                                            | 251 000              | 262 500   | 95.6           | 33         | 33            |               | 7606                     | 10                   |            | 90         | 18         |
| 2001                                                                            | 251 073              | 263 073   | 95.4           | 26         | 26            |               | 9656                     | 10                   |            | 80         | 20         |
| 2002                                                                            | 260 000              | 263 336   | 98.7           | 36         | 36            |               | 7222                     | 10                   |            | 60         | 21         |
| 2003                                                                            | 260 000              | 263 336   | 98.7           | 37         | 37            |               | 7027                     | 8                    |            | 60         | 22         |
| 2004                                                                            | 250 000              | 263 336   | 94.9           | 38         | 38            |               | 6578                     | 8                    |            | 75         | 22         |
| 2006                                                                            | 264 000              | 277 000   | 95.3           | 42         | 42            |               | 6285                     | 17                   |            | 63         | 23         |
| 2013                                                                            | 290 000              | 303 000   | 95.7           | 46         | 43            | 3             | 6304                     | 32                   | 3          | 48         | 27         |
| 2016                                                                            | 297 000              | 310 200   | 95.7           | 42         | 41            | 1             | 7071                     | 39                   | 1          | 77         | 25         |
| 2019                                                                            | 304 000              | 317 200   | 95.8           | 47         | 44            | 3             | 6468                     | 44                   | 3          | 77         | 30         |
| 2021                                                                            | 267 300              | 279 492   | 95.6           | 45         | 45            |               | 5940                     | 44                   |            | 53         | 29         |
| Fuente: Catholic-Hierarchy, que a su vez toma los datos del Anuario Pontificio. |                      |           |                |            |               |               |                          |                      |            |            |            |

## Episcopologio
- José de Medeiros Delgado † (15 de marzo de 1941-4 de septiembre de 1951 nombrado arzobispo de São Luís do Maranhão)
- José Adelino Dantas † (10 de junio de 1952-3 de mayo de 1958 nombrado obispo de Garanhuns)
- Manuel Tavares de Araújo † (8 de enero de 1959-29 de marzo de 1978 renunció)
- Heitor de Araújo Sales (5 de mayo de 1978-27 de octubre de 1993 nombrado arzobispo de Natal)
  - Sede vacante (1993-1995)
- Jaime Vieira Rocha (29 de noviembre de 1995-16 de febrero de 2005 nombrado obispo de Campina Grande)
- Manoel Delson Pedreira da Cruz, O.F.M.Cap. (5 de julio de 2006-8 de agosto de 2012 nombrado obispo de Campina Grande)
- Antônio Carlos Cruz Santos, M.S.C., desde el 12 de febrero de 2014